# Rivière Roggan
Pour les articles homonymes, voir Roggan.
La rivière Roggan est un affluent de la rive Est de la Baie James. Cette rivière coule vers l'ouest dans la municipalité de Eeyou Istchee Baie-James, dans la région administrative du Nord-du-Québec, au Québec, au Canada.

## Géographie
La rivière Roggan s'avère l'avant dernière rivière au sud de la Pointe Louis XIV qui délimite la baie James et la baie d'Hudson ; l'embouchure de la rivière est située à 30 km au sud-est de la pointe Louis-XIV.
La rivière Roggan coule au sud et en parallèle à la rivière au Phoque ; ainsi qu'au nord et en parallèle à la rivière rivière Piagochioui.
Situé près du lieu-dit de Kanaaupscow, le lac Amichikukamaskach (longueur de 8,2 km par 2,3 km de largeur) constitue le lac de tête de la rivière Roggan. Ce lac est situé à l'ouest du réservoir Robert-Bourassa.
Dans son cours vers l'ouest (en direction de la baie James), la rivière Roggan s'évasse pour constituer plusieurs lacs importants, notamment : Lorin (altitude : 190 m), Pamigamachi (altitude : 168 m) et Roggan (altitude : 165 m).
Les eaux de la rivière vont se déverser face à un arphipel d'îles, sur le littoral nord-est de la baie James, dans le hameau de Roggan River.
Au sud de la rivière Roggan, une chaîne de collines (hauteur variant entre 6 et 60 m) affichant un relief complexe s'étire longuement au nord-ouest du réservoir Robert-Bourassa.

## Toponymie
Une source écrite indique qu'en 1828 ce cours d'eau était désigné du nom de "Pishop Roggan". La graphie «Bishoproggin R.», devenue par la suite "Bishop Roggan River" (signifiant "rivière de l'évêque Roggan") apparait sur la carte d'Arrowsmith British North America (1822). Selon J. Keith Fraser, dans "Place names of the Hudson Bay Region (1968)", le terme "Bishoproggin" est une anglicisation des mots cris "pichipouian" ou "peshipwaytok" lesquels signifient "réservoir de poissons". Toutefois, aucune source ne démontre un lien toponymique avec le clergé ou l'histoire religieuse du pays.
Localement, les Cris désignent ce cours d'eau "Amistustikwach", qui signifie "trois rivières".
Le toponyme rivière Roggan a été officialisé le 5 décembre 1968 à la Banque des noms de lieux de la Commission de toponymie du Québec.